# Jonathan Walter
Jonathan Walter (* 26. Januar 1986) ist ein deutscher Musiker und Songwriter.

## Leben
Walter spielte seit dem Alter von 13 Jahren in einer eigenen Band mit dem Namen Numbnation. Ende 2004 wurden die Musikproduzenten Dave Roth, Pat Benzner und David Jost auf ihn aufmerksam. Nach seinem Abitur an der Gesamtschule Schwerte widmete er sich komplett der Musik und zog auf Anraten der Produzenten nach Hamburg. Am 16. Juni 2006 wurde bei Universal Music seine Debütsingle Es ist warm veröffentlicht. Trotz Präsenz im Radio und Musikfernsehen wurde die Single kein Erfolg und konnte sich nur auf Platz 73 der deutschen Charts platzieren. Am 12. Oktober 2007 erschien unter dem Namen Jonathan eine zweite Single mit dem Titel Rückenwind, die sich nicht in den Charts platzieren konnte. Ein geplantes Album wurde nie veröffentlicht.
Nach drei Jahren trennten sich schließlich Walter, die Produzenten und die Plattenfirma. Heute arbeitet er als Produzent, Songwriter (unter anderem schrieb er mehrere Titel für Christina Stürmer, darunter den offiziellen Song zur Fußball-EM 2008 Fieber) und Komponist von Werbemusik. Daneben tritt er weiterhin als Musiker und DJ auf. Unter dem Namen „John Voltaire“ veröffentlichte er Remixe unter anderem für The Freemasons, Dimitri Vegas, Markus Gardeweg, Andy Caldwell und Karl G & Jamesie. 2011 wechselte er seinen Künstlernamen zu „Jakob Faber,“ die erste Veröffentlichung erschien auf Mango Alley, Russland.